# فرانكلين (تكساس)
فرانكلين (بالإنجليزية: Franklin, Texas)‏ هي مدينة تقع بولاية تكساس في شمال شرق الولايات المتحدة. تبلغ مساحة هذه المدينة 2.4 (كم²)، وترتفع عن سطح البحر 137 م، بلغ عدد سكانها 1470 نسمة في عام 2000 حسب إحصاء مكتب تعداد الولايات المتحدة وتصل الكثافة السكانية فيها 615.6 نسمة/كم2.

## التركيبة السكانية
حدّد مكتب تعداد الولايات المتحدة بيانات التركيبة السكانية لفرانكلين في تعداد الولايات المتحدة. في ما يلي، التركيبة السكانية حسب تعدادي 2000 و2010.

### تعداد عام 2000
بلغ عدد سكان فرانكلين 1,470 نسمة بحسب تعداد عام 2000، وبلغ عدد الأسر 533 أسرة وعدد العائلات 352 عائلة مقيمة في المدينة. في حين سجلت الكثافة السكانية 485.1 نسمة لكل كيلومتر مربع (1,256.4/ميل2). وبلغ عدد الوحدات السكنية 626 وحدة بمتوسط كثافة قدره 206.6 لكل كيلومتر مربع (535.1/ميل2).
وتوزع التركيب العرقي للمدينة بنسبة 75.51% من البيض و19.52% من الأمريكيين الأفارقة و0.20% من الأمريكيين الأصليين و0.41% من الأمريكيين ذوي الأصول الآسيوية و0.07% من سكان جزر المحيط الهادئ و2.93% من الأعراق الأخرى و1.36% من عرقين مختلطين أو أكثر و8.84% من الهسبانيون أو اللاتينيون من أي عرق.
بلغ عدد الأسر 533 أسرة كانت نسبة 40.5% منها لديها أطفال تحت سن الثامنة عشر تعيش معهم، وبلغت نسبة الأزواج القاطنين مع بعضهم البعض 44.5% من أصل المجموع الكلي للأسر، ونسبة 17.8% من الأسر كان لديها معيلات من الإناث دون وجود شريك،  بينما كانت نسبة 3.8% من الأسر لديها معيلون من الذكور دون وجود شريكة وكانت نسبة 34% من غير العائلات. تألفت نسبة 30.8% من أصل جميع الأسر من عدة أفراد يعيشون في نفس المنزل ونسبة 18.2% كانت تتألف من شخص يعيش بمفرده يبلغ من العمر 65 عاماً أو أكثر. وبلغ متوسط حجم الأسرة المعيشية 2.53، أما متوسط حجم العائلات فبلغ 3.20.
بلغ العمر الوسطي للسكان 36.8 عاماً. وكانت نسبة 29% من القاطنين تحت سن الثامنة عشر، وكانت نسبة 6.9% بين الثامنة عشر والرابعة والعشرين عاماً، ونسبة 23.5% كانت واقعةً في الفئة العمرية ما بين الخامسة والعشرين والرابعة والأربعين عاماً، ونسبة 16.7% كانت ما بين الخامسة والأربعين والرابعة والستين، ونسبة 15.7% كانت ضمن فئة الخامسة والستين عاماً فما فوق. يوجد لكل 100 أنثى 84.0 ذكر، ويوجد لكل 100 أنثى في الثامنة عشر من عمرها فما فوق 78.2 ذكر.
بلغ متوسط دخل الأسرة في المدينة 27,400 دولارًا، أما متوسط دخل العائلة فبلغ 33,889 دولارًا. وكان متوسط دخل الذكور 31,818 دولارًا مقابل 20,441 دولارًا للإناث. وسجل دخل الفرد الخاص بالمدينة 13,490 دولارًا. وكانت نسبة 15.4% من العائلات ونسبة 18.9% من السكان تحت خط الفقر، وكان من هؤلاء نسبة 23.5% تحت سن الثامنة عشر ونسبة 25% في الخامسة والستين من العمر وما فوق.

## معرض صور

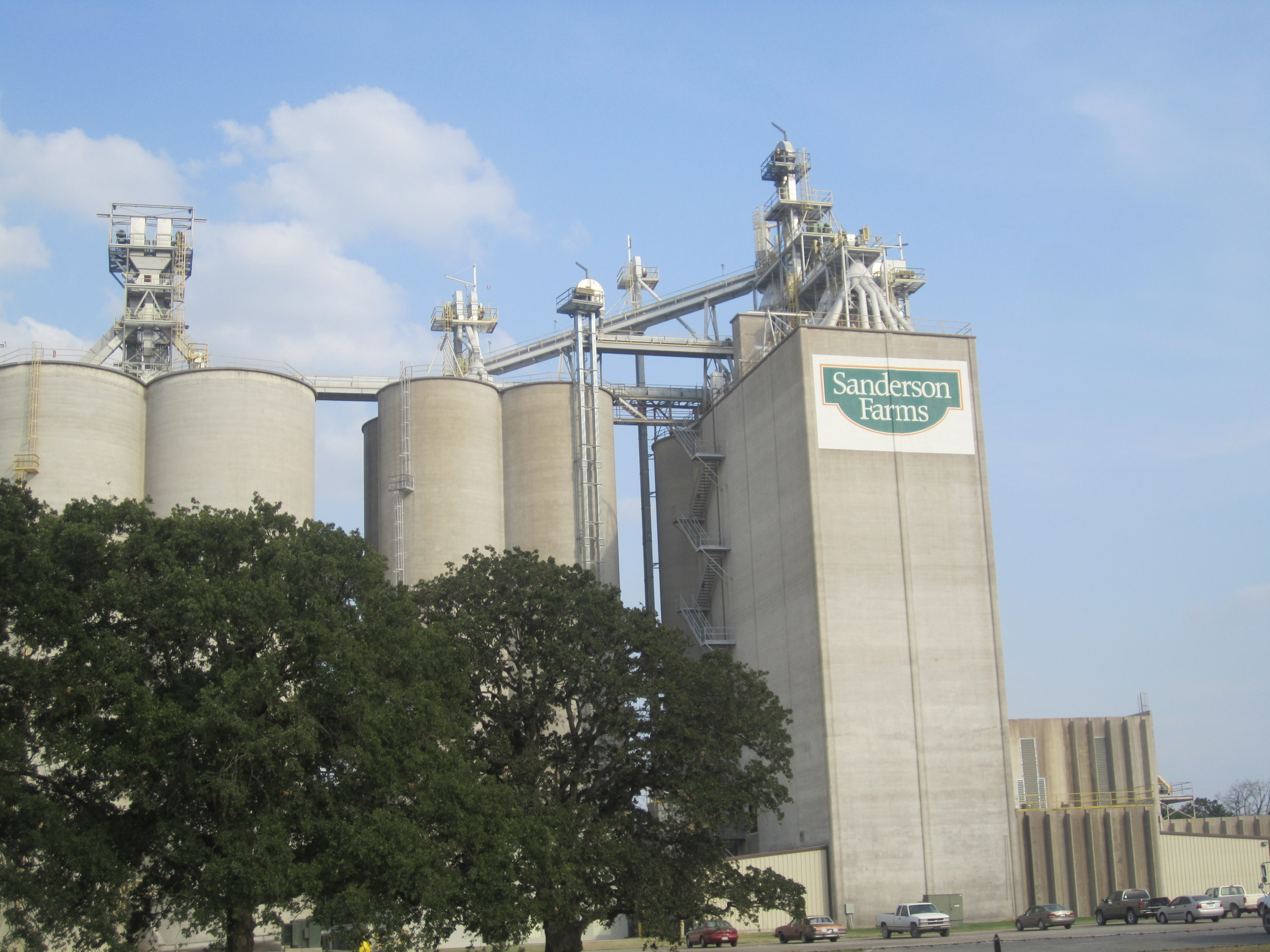
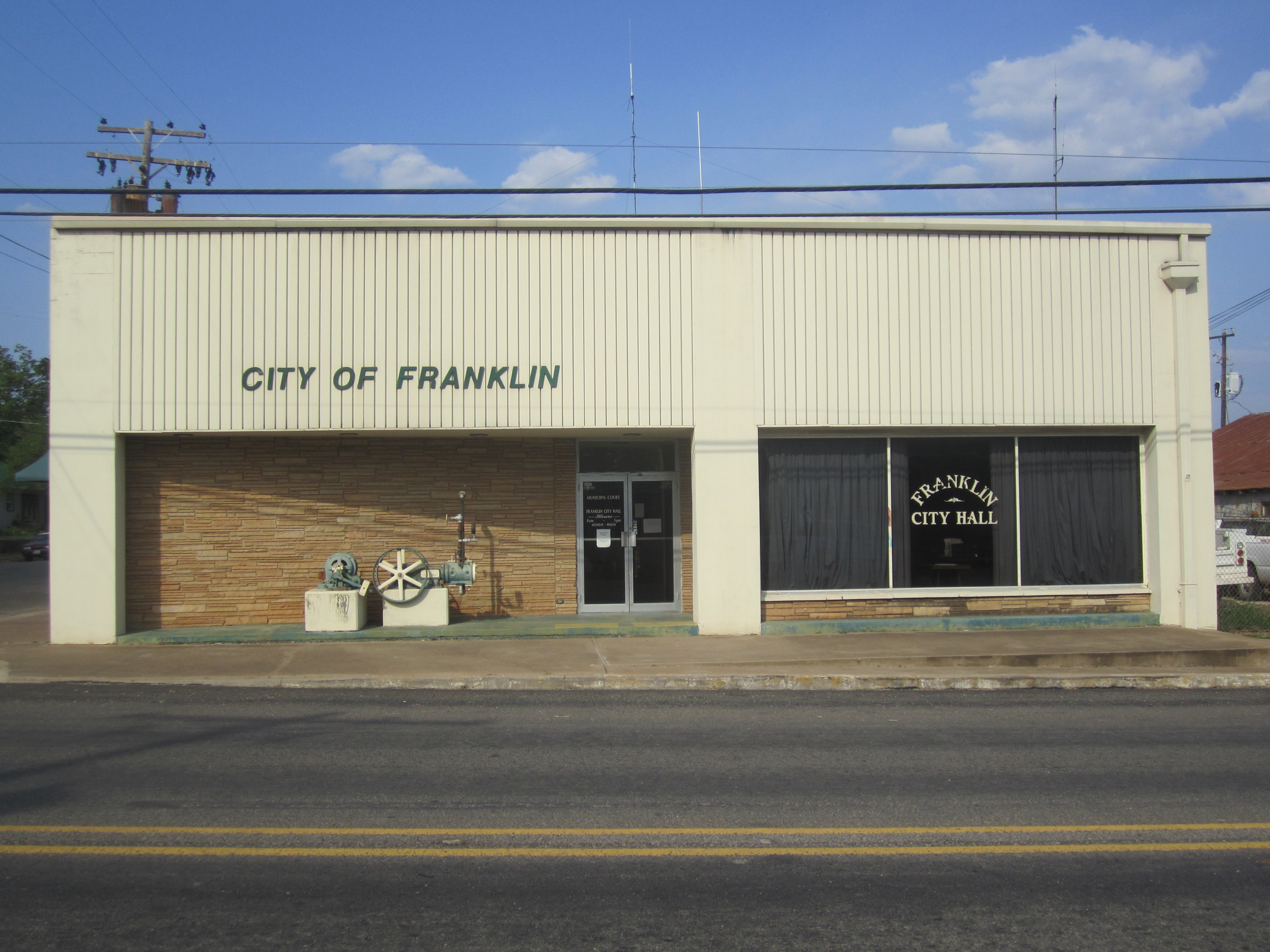
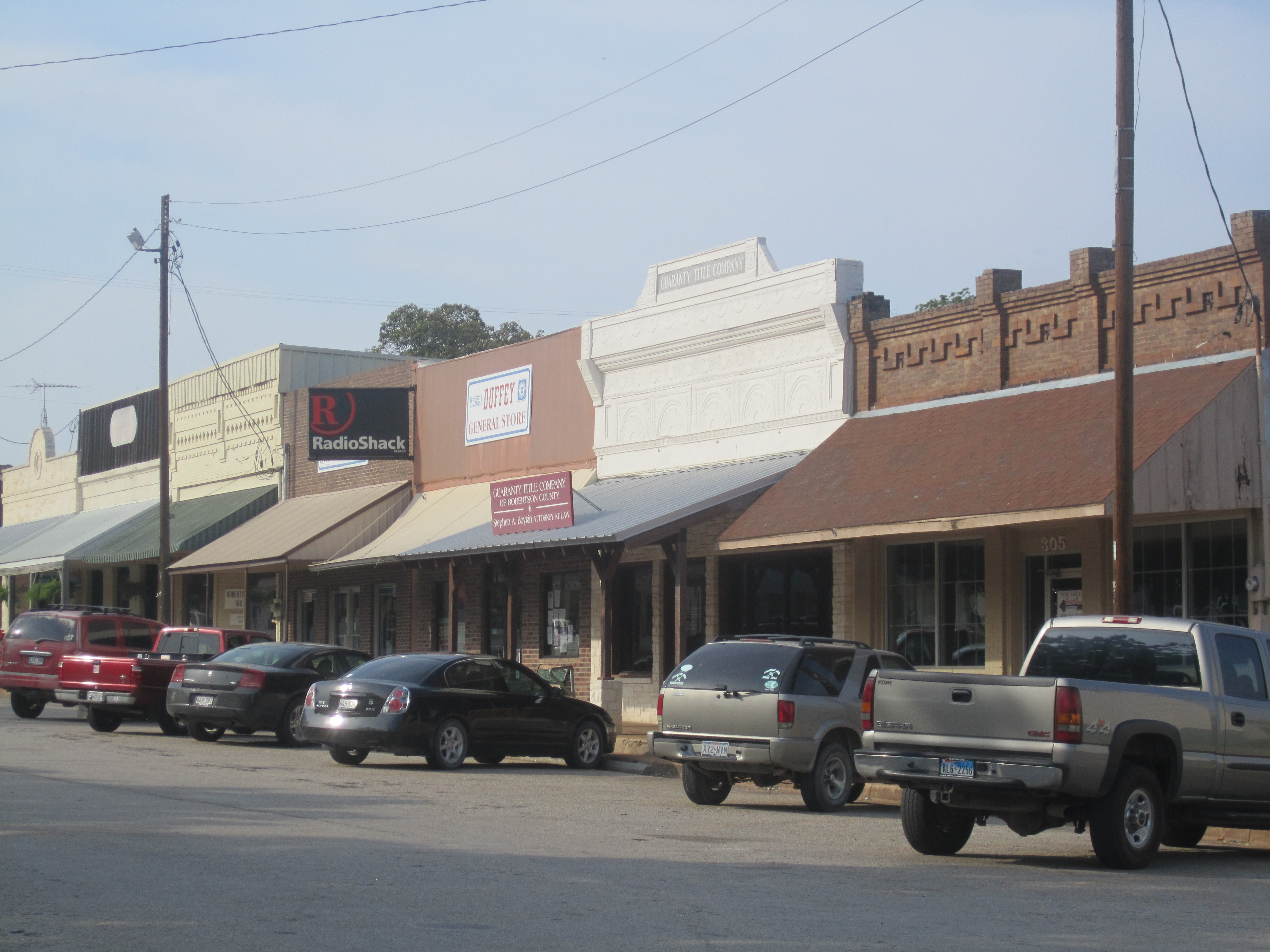
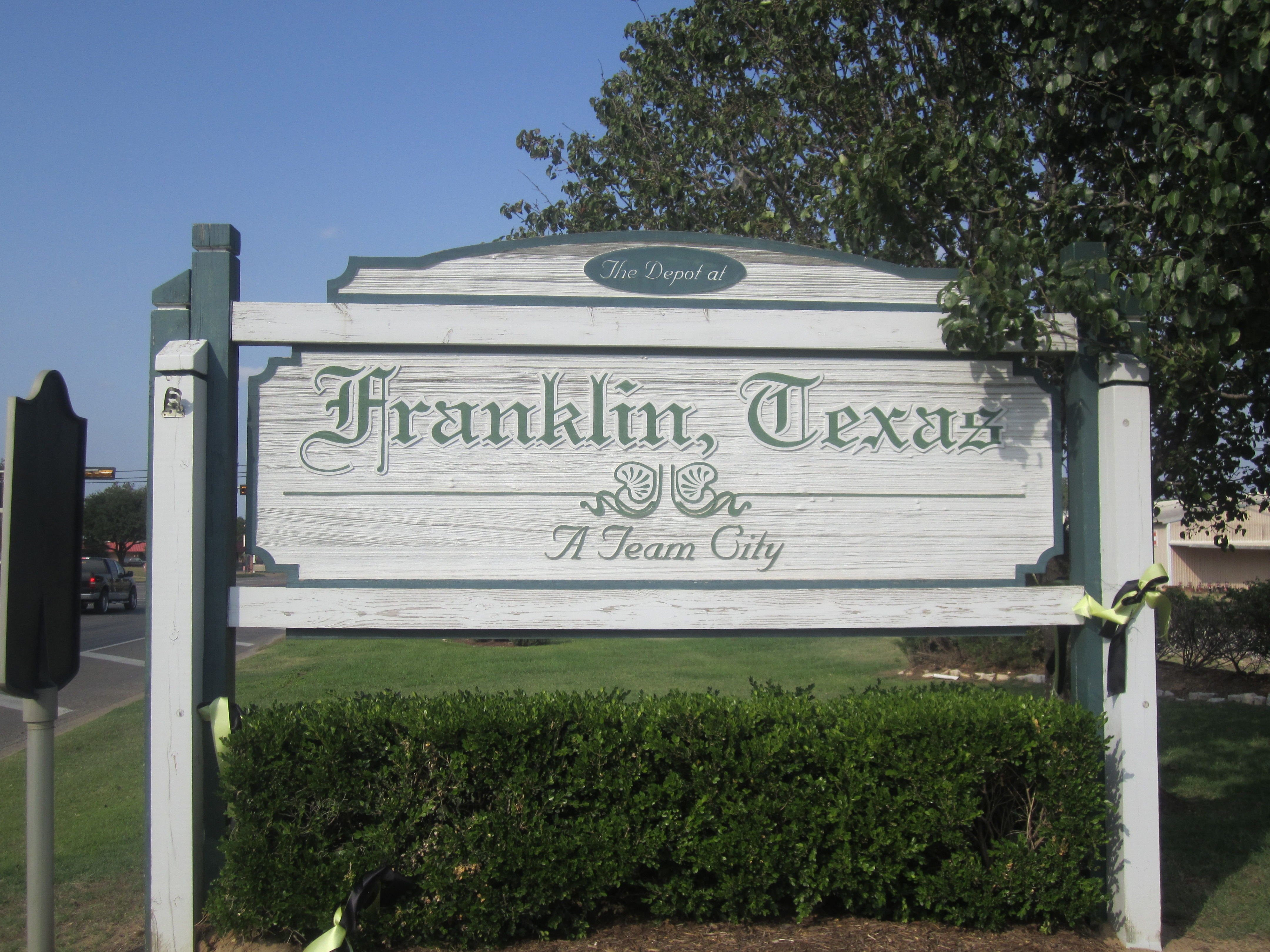
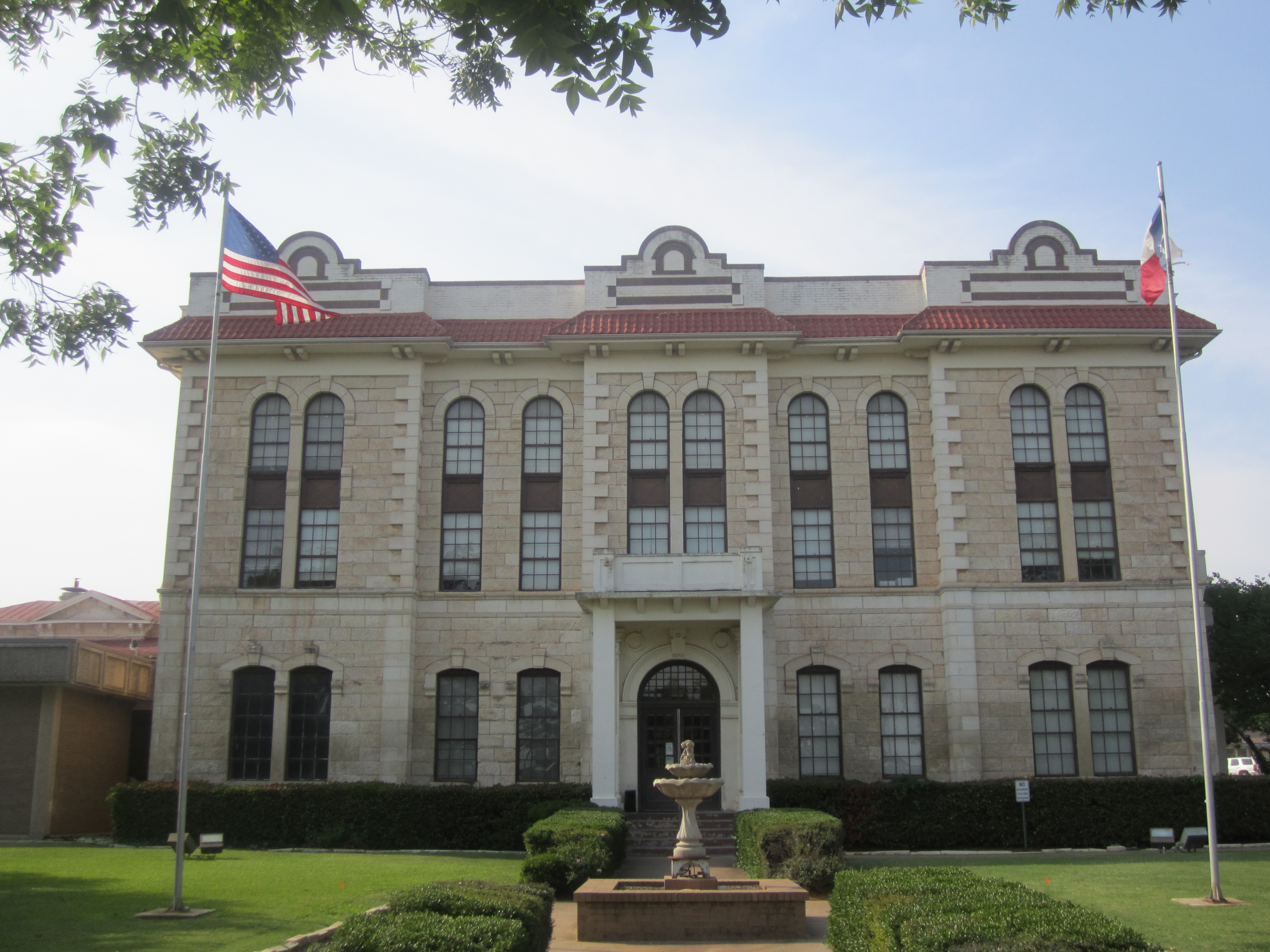

### تعداد عام 2010
بلغ عدد سكان فرانكلين 1,564 نسمة بحسب تعداد عام 2010، وبلغ عدد الأسر 572 أسرة وعدد العائلات 376 عائلة مقيمة في المدينة. في حين سجلت الكثافة السكانية 516.2 نسمة لكل كيلومتر مربع (1,337.0/ميل2). وبلغ عدد الوحدات السكنية 711 وحدة بمتوسط كثافة قدره 234.7 لكل كيلومتر مربع (607.9/ميل2).
وتوزع التركيب العرقي للمدينة بنسبة 72.70% من البيض و19.31% من الأمريكيين الأفارقة و0.32% من الأمريكيين الأصليين و0.13% من الأمريكيين ذوي الأصول الآسيوية و4.99% من الأعراق الأخرى و2.56% من عرقين مختلطين أو أكثر و12.08% من الهسبانيون أو اللاتينيون من أي عرق.
بلغ عدد الأسر 572 أسرة كانت نسبة 39.7% منها لديها أطفال تحت سن الثامنة عشر تعيش معهم، وبلغت نسبة الأزواج القاطنين مع بعضهم البعض 43.9% من أصل المجموع الكلي للأسر، ونسبة 16.6% من الأسر كان لديها معيلات من الإناث دون وجود شريك،  بينما كانت نسبة 5.2% من الأسر لديها معيلون من الذكور دون وجود شريكة وكانت نسبة 34.3% من غير العائلات. تألفت نسبة 30.1% من أصل جميع الأسر من عدة أفراد يعيشون في نفس المنزل ونسبة 14.2% كانت تتألف من شخص يعيش بمفرده يبلغ من العمر 65 عاماً أو أكثر. وبلغ متوسط حجم الأسرة المعيشية 2.55، أما متوسط حجم العائلات فبلغ 3.19.
بلغ العمر الوسطي للسكان 34.6 عاماً. وكانت نسبة 27.6% من القاطنين تحت سن الثامنة عشر، وكانت نسبة 10.1% بين الثامنة عشر والرابعة والعشرين عاماً، ونسبة 23.2% كانت واقعةً في الفئة العمرية ما بين الخامسة والعشرين والرابعة والأربعين عاماً، ونسبة 22% كانت ما بين الخامسة والأربعين والرابعة والستين، ونسبة 17.1% كانت ضمن فئة الخامسة والستين عاماً فما فوق. وتوزع التركيب الجنسي للسكان بنسبة 49.9% ذكور و50.1% إناث.

## أعلام
- جوني بيركنز
- جوزيف إل. ريد
- فرد س. كول

## وصلات خارجية
- The US50 - Cities and Towns in Texas State